# Chrysobothris breviloba
Chrysobothris breviloba es una especie de escarabajo del género Chrysobothris, familia Buprestidae. Fue descrita científicamente por Fall en 1910.
Se encuentra en las montañas Rocosas, en América del Norte. Las larvas se alimentan de pinos (Pinus).